# Stenoptilodes taprobanes
Stenoptilodes taprobanes là một loài bướm đêm thuộc họ Pterophoridae. Loài này phân bố khắp các miền nhiệt đới và mở rộng qua các khu vực cận nhiệt đới.
Sải cánh dài 10–20 mm.
Người ta đã ghi nhận ấu trùng ăn nhiều cây khác nhau, bao gồm Hypoestes betsiliensis, Campylanthus salsoloides, Centipeda minima, Hydrolea, Spergularia maritima, Vaccinium, Sabatia, Clinopodium vulgare, Antirrhinum majus và Samolus.